# Lista de alcaides de Óbidos
Esta lista é composta por Alcaides-Mores do Castelo de Óbidos, Portugal.
1. D. Dinis de Lancastre, alcaide-mor de Óbidos (1600 -?),
2. D. Dinis de Lancastre, alcaide-mor de Óbidos e de Soure (1540 -?),
3. D. Diogo de Noronha, comendador-mor da Ordem de Cristo (1470 -?),
4. Fernão Ourigues da Nóbrega,
5. Fernão Rodrigues Alardo, alcaide-mor de Leiria e Óbidos (1410 -?),
6. Gaspar Delgado.
7. D. João de Noronha, “o Velho”, alcaide-mor de Óbidos (1410 -?),
8. Lopo de Andrade, alcaide-mor de Óbidos,
9. D. Vasco Mascarenhas, 1.º conde de Óbidos (1605 -?),
10. Vasco Rodrigues de Aboim